# Julio Marc
Julio Marc (Rosario, Santa Fe, 6 de abril de 1884 - Ídem, 28 de julio de 1965) fue un abogado e historiador aficionado argentino. Su nombre es reconocido gracias a que el Museo Histórico Provincial de la ciudad de Rosario lleva su nombre.

## Biografía
Hijo de Eugenia Dusarrat y Augusto Marc, Julio Marc nació en Rosario en 1884. Sus primeros estudios los realizó en su ciudad natal para posteriormente trasladarse a Buenos Aires donde cursó estudios secundarios y universitarios, graduándose de abogado.
Desde muy joven mostró fervor por la numismática y la heráldica. Sus monedas figuran entre las de mayor valor en el mundo.
Una vez que retornó a Rosario se dedicó a la educación. Fue profesor de filosofía y geografía en el Colegio Nacional N.º 1; Vicedecano de la Facultad de Ciencias Comerciales, Políticas y Económicas de la Universidad Nacional del Litoral; profesor de política comercial y régimen aduanero comparado y profesor de historia en la Escuela Nacional Superior de Comercio.
Dentro de su profesión se desempeñó como Secretario de la Cámaras de Apelaciones de la Provincia de Santa Fe y de la Cámara de Apelaciones Federal de Rosario, de la que luego fue Presidente.
También fue miembro de la Academia Nacional de la Historia; del Instituto Bonaerense de Numismática y Antigüedades; de la Sociedad Argentina de Antropología; del Instituto de Derecho de Gentes; del Instituto Argentino de Monumentos y de Cultura Histórica y del Instituto Argentino de Derecho Internacional.

### El museo
La idea de un museo histórico comenzó en 1910 pero recién en 1936, Marc, consiguió el decreto del gobierno provincial para su creación.
El museo se fue creando con colecciones suyas –a 2010, casi el 80% de los objetos que se encuentran en el museo pertenecían a Julio Marc– y se transformó en un hecho cuando se inauguró el 8 de julio de 1939.
El primer director del museo fue el mismo Julio Marc, actuando como tal hasta su fallecimiento, el 28 de julio de 1965.